# أرضافاسط الأول
أرضافاسط الأول (بالأرمنية: Արտավազդ Առաջին) (حكم من 160 قبل الميلاد - 115 قبل الميلاد) كان أحد ملوك أرمينيا وهو ابن أرضاشيس الأول والملكة ساتينك [الإنجليزية].